# Fissipedia
Sous-ordre
Le taxon des fissipèdes (ou Fissipedia) regroupe les animaux mammifères quadrupèdes dont les pieds sont divisés en plusieurs doigts comme les chiens et les loups. Il est issu du latin fissipes qui signifie fourchu et pedis qui signifie pied. Ce sous-ordre s'est avéré paraphylétique et n'est donc plus utilisé dans les classifications cladistes actuelles, basées uniquement sur la topologie[Quoi ?] de la phylogénie. Les classifications évolutionnistes sont cependant toujours susceptibles de reconnaitre ce taxon car elles ne rejettent pas la paraphylie prennent en compte le critère de la proximité évolutive ou distance patristique.
Ce taxon regroupe des espèces classées dans l'ordre Carnivora qui est lui-même divisé en deux clades : Caniformia (dont les mustélidés, les ursidés, les canidés, etc.) et Feliformia (hyénidés, félidés, etc.). Georges-Louis Leclerc de Buffon l'utilise en 1755 dans son Histoire naturelle générale et particulière. Le terme « paridigité » est synonyme dans ce contexte.
L'autre grand taxon de mammifères était celui des solipèdes, également paraphylétique, qui regroupait les animaux dont le pied est d'une corne continue, tels que le cheval, l'âne, le mulet et le zèbre, taxon qui allait devenir celui des Equidae.

## Classification
- Ordre Carnivora
  - Sous-ordre Fissipedia
    - Famille Canidae : 35 espèces en 10 genres, loup et renard
    - Famille Procyonidae : 19 espèces en 7 genres, raton laveur
    - Famille Ursidae : 8 espèces en 5 genres, ours et petits pandas
    - Famille Mustelidae : 55 espèces en 24 genres, putois et loutres
    - Famille Mephitidae : 10 espèces en 3 genres, mouffette
    - Famille Felidae : 37 espèces en 4 genres, chats
    - Famille Viverridae : 35 espèces en 20 genres, civettes
    - Famille Herpestidae : 35 espèces en 17 genres, mangoustes
    - Famille Hyaenidae : 4 espèces en 2 genres, hyènes

  - Sous-ordre Pinnipedia

## Chez les oiseaux
Les oiseaux dont les doigts des pattes ne sont pas réunis par une membrane sont également dits « fissipèdes ». Cet adjectif possède une valeur de morphologie descriptive, et non taxonomique.